# Mambaí
Mambaí is een gemeente in de Braziliaanse deelstaat Goiás. De gemeente telt 7.096 inwoners (schatting 2009).